# Воля-Скромовська
Воля-Скромовська (пол. Wola Skromowska) — село в Польщі, у гміні Фірлей Любартівського повіту Люблінського воєводства.
Населення — 499 осіб (2011).
У 1975—1998 роках село належало до Люблінського воєводства.

## Демографія
Демографічна структура станом на 31 березня 2011 року:
|          | Загалом | Допрацездатний вік | Працездатний вік | Постпрацездатний вік |
| -------- | ------- | ------------------ | ---------------- | -------------------- |
| Чоловіки | 240     | 54                 | 157              | 29                   |
| Жінки    | 259     | 57                 | 134              | 68                   |
| Разом    | 499     | 111                | 291              | 97                   |